# Rösthütte
Eine Rösthütte ist eine meist zusammen mit einer Schwefelsäurefabrik betriebene eigenständige Produktionsstätte oder Teil einer Zinkhütte oder eines ähnlichen Metall verarbeitenden Betriebes, beispielsweise einer Kupferhütte. Ein Beispiel ist die Oktober 1906 eröffnete Wanheimer Metallhütte bei Duisburg. Weitere Rösthütten befanden sich bei den Zinkhütten im Aachener Revier sowie in Datteln und Hettstedt. 
Die Öfen, die für die Röstung der Zinkblende oder anderen Erzen betrieben wurden, heißen Röstöfen. Sie waren meist so genannte Handfortschauflungsöfen, welche, wie der Name sagt, von den Ofenarbeitern per Hand beschickt wurden. Das hierbei durch die Röstung entstehende Erz heißt Röstblende und wird zur weiteren Verarbeitung der Zinkhütte zugeführt. Ein weiteres Nebenprodukt ist Röstgas, welches mit 5 bis 6 Volumenprozent Schwefeldioxid an die zur Rösthütte gehörende Schwefelsäurefabrik weitergeleitet wird.
Ein besonderer Typ Röstofen ist der Zinkmuffelofen. In auf 1300 bis 1500 °C aufgeheizten Muffeln wird dort ein Röstblende-Kohle-Gemisch gegeben. Das darin enthaltene Zinkoxid wird in Zinkdampf und Kohlenstoffdioxid umgewandelt, wobei der Zinkdampf zu flüssigem Zink kondensiert, woher der Name Kondensation bzw. Destillation stammt (vgl. Birkengangofen).